# Fimbristylis dictyocolea
Fimbristylis dictyocolea är en halvgräsart som beskrevs av Stanley Thatcher Blake. Fimbristylis dictyocolea ingår i släktet Fimbristylis och familjen halvgräs. Inga underarter finns listade i Catalogue of Life.